# Marie Goossens
Marie Goossens   (Londres, 11 d'agost de 1894 - Dorking, 18 de desembre de 1991) va ser una arpista anglesa, membre de la famosa família musical Goossens. El seu pare era el director d'orquestra i violinista Eugène Goossens, i la seva germana petita Sidonie també era arpista. Els seus germans eren Eugène (compositor), Adolphe (trompinyonista) i Léon (oboista).

## Biografia
Nascuda a Londres, va rebre classes al Royal College of Music amb Miriam Timothy i va debutar professionalment com a arpista a Liverpool el 1910. Després de tocar per als Ballets Russos de Diaghilev al Covent Garden el 1919, va esdevenir arpista principal de l'Orquestra Queen's Hall de Henry Wood entre el 1920 i el 1930, període durant el qual també va tocar com a solista i com a artista de gravació de les primeres gravacions.
El 1926 es va casar amb Frederick Laurence, inicialment compositor i assessor musical de l'EMI, que va acabar sent el bibliotecari empobrit dels The Proms i gerent de personal de l'Orquestra Simfònica Nacional, la Royal Philharmonic i les Orquestres Filharmòniques de Londres. Va morir sobtadament el 3 de maig de 1942. El 1932, Marie es va unir a l'Orquestra Filharmònica de Londres. Va continuar treballant durant la guerra, cuidant dos fills i dos fillastres sola després de la mort del seu marit. Va tocar amb l'Orquestra Simfònica de Londres des del 1940 fins al 1959.

## Entreteniment lleuger
A més de la música de concert, Goossens estava encantada d'interpretar i gravar música lleugera i va aparèixer sovint a la ràdio i la televisió des dels anys anteriors a la guerra. Va compondre i interpretar la introducció original d'arpa a la telenovel·la de ràdio de llarga durada Mrs Dale's Diary el 1948, va tocar per a moltes de les pel·lícules de comèdia de la sèrie Carry On, i per a Julie Andrews i Petula Clark quan encara eren estrelles infantils. I durant les dècades de 1950 i 1960 va actuar per a molts noms coneguts de la música lleugera i el jazz: Stanley Black, Frank Chacksfield (arpa solista al seu èxit de 1953 Ebb Tide), Robert Farnon, Ted Heath, Geoff Love, Mantovani i Sidney Torch. Va tocar amb [Tony Bennett]] a The Talk of the Town i Count Basie a l'Odeon de Hammersmith.

## Docència i carrera posterior
El 1954, Marie Goossens va esdevenir professora d'arpa al Royal College of Music, on va romandre fins al 1967. Entre els seus molts alumnes hi havia John Marson (1932-2007) i David Snell. Va actuar com a entrenadora de l'Orquestra Nacional Juvenil de Gal·les entre el 1965 i el 1990.
Des del 1972 va formar part dels London Mozart Players, però durant molts dels seus últims anys va continuar com a intèrpret i professora independent activa, participant en moltes gravacions de pop. Finalment, va deixar de tocar a mitjans dels anys 80 a causa d'una malaltia. Marie Goossens va ser guardonada amb una OBE el 1984, i la seva colorida autobiografia, "Life on a Harp String", es va publicar tres anys després. Va morir a Dorking el 18 de desembre de 1991, als 97 anys.